# Krys Barch
Krystofer Barch (Kanada, Ontario, Guelph, 1980. március 26. –) profi jégkorongozó.

## Karrier
Komolyabb junior karrierjét az OPJHL-es Georgetown Raidersben kezdte 1995-ben és 1997-ig játszott ebben a csapatban. 1997–2000 között az OHL-es London Knightsban szerepelt és az 1998-as NHL-drafton a Washington Capitals választotta ki a negyedik kör 106. helyén. Felnőtt pályafutásáta az AHL-es Portland Piratesben kezdte meg 2000-ben egy rájátszás mérkőzésen. A következő szezont végig játszotta ebben a csapatban. 2001–2002-ben még játszott a Portlandban majd leküldték az ECHL-es Richmond Renegadesbe. A következő idényt szintén végig játszotta a portlandi alakulattal. 2003–2004-ben sehol sem játszott. A következő évben az AHL-es Norfolk Admiralsba került kilenc mérkőzésre de ezután lekerült az ECHL-es Greenville Grrrowlba. 2005–2006-ban már az AHL-es Iowa Stars csapatát erősítette de 14 mérkőzésre ismét leküldték a Greenville Grrrowlba. A 2006–2007-es szezonban bemutatkozott az NHL-ben a Dallas Starsban de még azért leküldték a farmcsapatba az Iowába. 2007–2011 között teljes értékű tagja volt a Dallasnak. 2009. január 29-én a Detroit Red Wings ellen meccsen Chris Chelios 8 fogát verte ki a bottal annak ellenére, hogy fogvédő volt a szájában. Leginkább kemény, sokszor durva játékstílusa miatt volt ismert. Sokszor került verekedésbe. 2011. december 7-én elcserélték a Florida Panthershez egy 6. körös draftjogért a 2012-es NHL-drafton. 2011. december 31-én a Montréal Canadiens ellen a színes bőrű P. K. Subbant rasszista kifejezésekkel illette a bőrszíne miatt, amit a bíró meghallott és azonnal felfüggesztették a játékból. Később egy mérkőzéses eltiltást kapott. 2012. július 10-én a New Jersey Devils leszerződtette 2 évre, mint szabadügynök. 2013. szeptember 28-án a New Jersey Devils visszacserélte őt a Florida Panthershez Scott Timminsért és draftjogokért.

## Karrier statisztika
| 1997–1998        | London Knights     | OHL              | 65  | 9  | 27 | 36  | 62  | 16 | 4  | 3  | 7  | 16 |
| 1998–1999        | London Knights     | OHL              | 66  | 18 | 20 | 38  | 66  | 25 | 9  | 17 | 26 | 15 |
| 1999–2000        | London Knights     | OHL              | 56  | 23 | 26 | 49  | 78  | —  | —  | —  | —  | —  |
| 2000–2001        | Portland Pirates   | AHL              | 76  | 10 | 15 | 25  | 91  | 2  | 0  | 0  | 0  | 0  |
| 2001–2002        | Richmond Renegades | ECHL             | 25  | 6  | 4  | 10  | 43  | —  | —  | —  | —  | —  |
| 2001–2002        | Portland Pirates   | AHL              | 29  | 3  | 8  | 11  | 28  | —  | —  | —  | —  | —  |
| 2002–2003        | Portland Pirates   | AHL              | 36  | 1  | 7  | 8   | 49  | —  | —  | —  | —  | —  |
| 2004–2005        | Greenville Grrrowl | ECHL             | 55  | 11 | 19 | 30  | 154 | 3  | 0  | 0  | 0  | 36 |
| 2004–2005        | Norfolk Admirals   | AHL              | 9   | 1  | 0  | 1   | 37  | —  | —  | —  | —  | —  |
| 2005–2006        | Greenville Grrrowl | ECHL             | 14  | 10 | 4  | 14  | 75  | —  | —  | —  | —  | —  |
| 2005–2006        | Iowa Stars         | AHL              | 43  | 7  | 6  | 13  | 129 | 7  | 0  | 1  | 1  | 37 |
| 2006–2007        | Iowa Stars         | AHL              | 31  | 3  | 5  | 8   | 110 | —  | —  | —  | —  | —  |
| 2006–2007        | Dallas Stars       | NHL              | 26  | 3  | 2  | 5   | 107 | —  | —  | —  | —  | —  |
| 2007–2008        | Dallas Stars       | NHL              | 48  | 1  | 2  | 3   | 105 | 3  | 0  | 0  | 0  | 2  |
| 2008–2009        | Dallas Stars       | NHL              | 72  | 4  | 5  | 9   | 133 | —  | —  | —  | —  | —  |
| 2009–2010        | Dallas Stars       | NHL              | 63  | 0  | 6  | 6   | 130 | —  | —  | —  | —  | —  |
| 2010–2011        | Dallas Stars       | NHL              | 44  | 2  | 1  | 3   | 80  | —  | —  | —  | —  | —  |
| 2011–2012        | Dallas Stars       | NHL              | 10  | 0  | 0  | 0   | 23  | —  | —  | —  | —  | —  |
| 2011–2012        | Florida Panthers   | NHL              | 41  | 2  | 3  | 5   | 91  | —  | —  | —  | —  | —  |
| 2012–2013        | New Jersey Devils  | NHL              | 22  | 0  | 0  | 0   | 44  | —  | —  | —  | —  | —  |
| NHL Összesített  | NHL Összesített    | NHL Összesített  | 326 | 12 | 19 | 31  | 713 | 3  | 0  | 0  | 0  | 2  |
| AHL Összesített  | AHL Összesített    | AHL Összesített  | 224 | 25 | 41 | 66  | 444 | 13 | 0  | 3  | 3  | 39 |
| ECHL Összesített | ECHL Összesített   | ECHL Összesített | 94  | 27 | 27 | 54  | 272 | 3  | 0  | 0  | 0  | 36 |
| OHL Összesített  | OHL Összesített    | OHL Összesített  | 187 | 50 | 73 | 123 | 206 | 41 | 13 | 20 | 33 | 31 |